# فولف بيرمان
فولف بيرمان (بالألمانية: Wolf Biermann) (و. 1936  م) هو مغن مؤلف، وشاعر، ومنشق، وكاتب، وملحن، ومطرب وكاتب أغاني ألماني ‏ من ألمانيا، وألمانيا الشرقية، ولد في هامبورغ.

## التعليم
تعلم في جامعة هومبولت في برلين
.

## جوائز
حصل على جوائز منها:
- Marion Samuel Prize  [لغات أخرى]‏ (2015)
- Honorary doctor of the Humboldt University of Berlin ‏ (7 نوفمبر 2008)[19]
- مواطن فخري في برلين ‏ (26 مارس 2007)
- صليب وسام استحقاق جمهورية ألمانيا الاتحادية من رتبة قائد (2006)
- Heinz-Galinski-Award  [لغات أخرى]‏ (2001)
- الجائزة الوطنية الألمانية  [لغات أخرى]‏ (17 مايو 1998)
- جائزة هاينرش هاينه  [لغات أخرى]‏ (1993)
- جائزة غيورغ بوشنر (1991)
- Mörike-Preis der Stadt Fellbach [الإنجليزية]‏ (1991)
- جائزة فريدرش هولدرلين [الإنجليزية]‏ (1989)
- Deutscher Kleinkunstpreis  [لغات أخرى]‏ (1979)
- Deutscher Schallplattenpreis [الإنجليزية]‏ (1973)
- جائزة فونتانه  [لغات أخرى]‏ (1969)

## وصلات خارجية
- فولف بيرمان على موقع IMDb (الإنجليزية)
- فولف بيرمان على موقع مونزينجر (الألمانية)
- فولف بيرمان على موقع ألو سيني (الفرنسية)
- فولف بيرمان على موقع ميوزك برينز (الإنجليزية)
- فولف بيرمان على موقع أول موفي (الإنجليزية)
- فولف بيرمان على موقع قاعدة بيانات الأفلام السويدية (السويدية)
- فولف بيرمان على موقع ديسكوغز (الإنجليزية)
- فولف بيرمان على موقع قاعدة بيانات الفيلم (الإنجليزية)
- فولف بيرمان على موقع كينوبويسك (الروسية)